# Bösingen (Szwajcaria)
Bösingen (1953-1962 Grossbösingen; frp. Bésin; hist. Basens, Bésingue) – gmina (fr. commune; niem. Gemeinde) w Szwajcarii, w kantonie Fryburg, w okręgu Sense. 

## Demografia
W Bösingen mieszka 3 421 osób. W 2020 roku 10,5% populacji gminy stanowiły osoby urodzone poza Szwajcarią.

## Transport
Przez teren gminy przebiegają autostrada A12 oraz droga główna nr 179. 